# Nada Cristofoli
Nada Cristofoli (Spilimbergo, 6 de janeiro de 1971) é uma desportista italiana que competiu em ciclismo na modalidade de pista. Ganhou uma medalha de prata no Campeonato Mundial de Ciclismo em Pista de 1995, na carreira por pontos.

## Medalheiro internacional
| Campeonato Mundial | Campeonato Mundial | Campeonato Mundial | Campeonato Mundial |
| Ano                | Lugar              | Medalha            | Competição         |
| ------------------ | ------------------ | ------------------ | ------------------ |
| 1995               | Bogotá ( Colômbia) | Medalha de prata   | Pontuação          |